# Vzorkovna porcelánky Karla Knolla
Vzorkovna porcelánky Karla Knolla byla postavena v roce 1905 jako součást továrny na porcelán v obci Rybáře, dnes městské části Rybáře města Karlovy Vary, za účelem předvedení vyrobených vzorků s možností jejich nákupu.
Stavba byla prohlášena kulturní památkou, památkově chráněna je od 14. prosince 1999, rejstř. č. ÚSKP 29239/4-5171.

## Historie
V roce 1842 zakoupil karlovarský obchodník Karel Knoll před soutokem Rolavy s Ohří v Rybářích pozemky a dílnu na výrobu kameninových rour a zřídil plavírnu kaolinu pro porcelánky v Karlových Varech a okolí. V podnikání se mu dařilo a postupem času na tomto místě již stála jeho vlastní prosperující továrna na porcelán. Vyráběly se zde lázeňské pohárky, figurální porcelán a servisy pro hotely v Karlových Varech.
Jako součást továrny byla v roce 1905 postavena nová secesní budova – vzorkovna. Ta sloužila k předvedení vyrobených porcelánových produktů s možností jejich nákupu. Do těchto míst lákal návštěvníky lázní a potenciální kupce již od roku 1885 i atraktivní porcelánový Japonský pavilon. Z centra lázní od Skalního pramene existovalo autobusové spojení, které sem zájemce za 30 krejcarů dopravilo.
K 1. lednu 1946 byla porcelánka zestátněna a zařazena do národního podniku První česká továrna na porcelán Karlovy Vary. V letech 1949–1951 byla pro zaostalost a nerentabilnost z tohoto podniku vyřazena a objekty byly až do roku 1990 využívány jako sklady.
Od roku 1999 je vzorkovna chráněnou kulturní památkou.
Budova v minulosti několikrát změnila majitele. Postupem času, i přes snahy o její záchranu a uplatnění, notně chátrala a tento proces pokračuje. V současnosti (únor 2021) je objekt evidován jako budova pro výrobu a skladování v soukromém vlastnictví.

## Popis

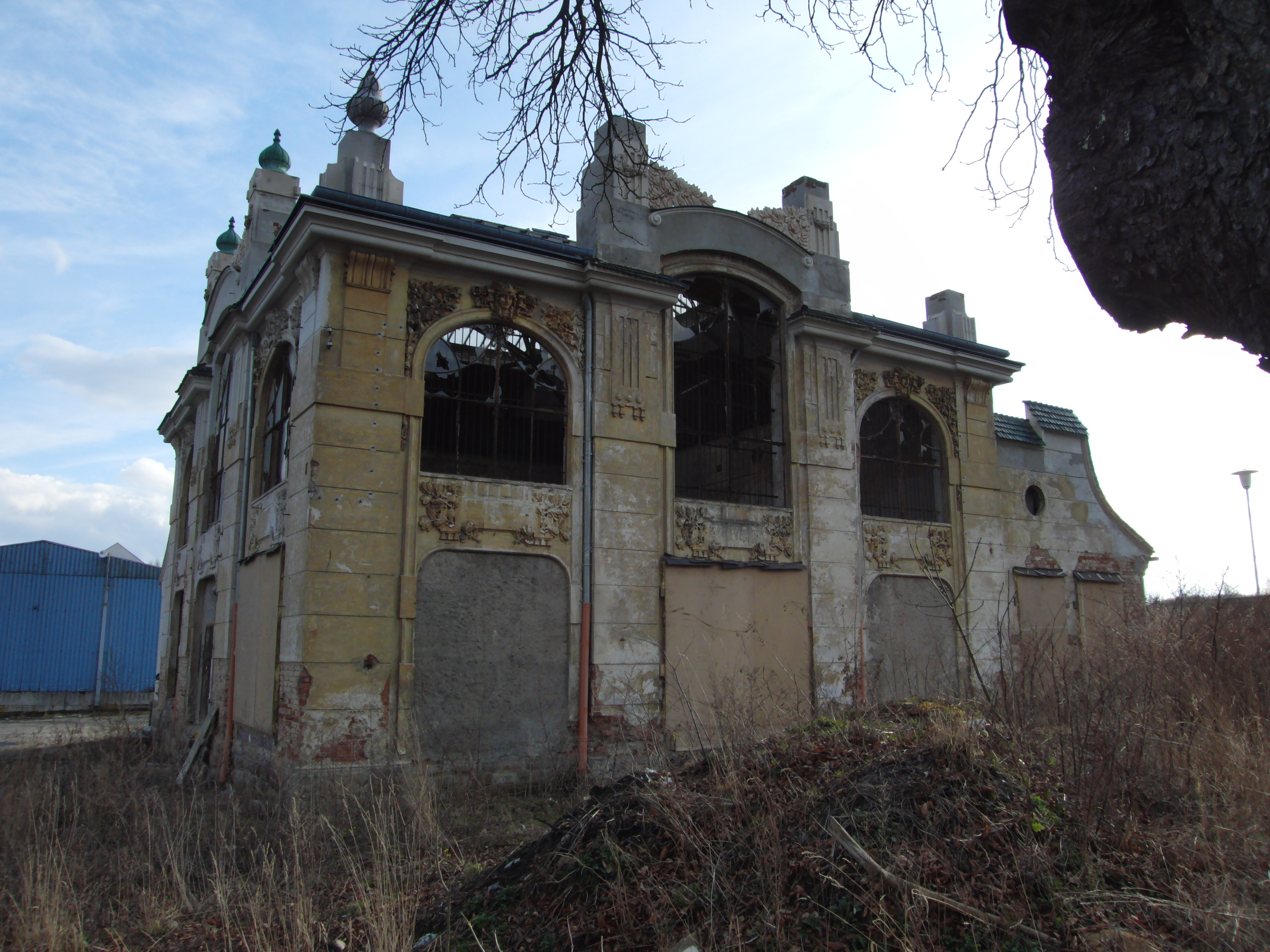
Stav vzorkovny v dubnu 2013

Vzorkovna se nachází v karlovarské městské části Rybáře v průmyslovém areálu na adrese Sokolovská 338/124g.
Secesní stavba stojí na jednoduchém půdorysu o rozměrech 22×20 metru. Hlavní prostor zaujímá výstavní hala otevřená přes dvě nadzemní podlaží. Osvětlení je řešeno střešním světlíkem. Ve druhém nadzemním podlaží je v prostoru haly ochoz přístupný po dvouramenném schodišti. Stěny schodiště jsou převýšeny nad vlastní budovu a celek je zakryt přilbovou střechou. Hlavní prostor budovy je zastřešen střechou mansardovou. Průčelí je umístěno nad soklem z žulových kvádrů a obsahuje patrový rizalit výstavní haly. Po levé straně se nachází vstup a okno (zřejmě od bývalé vrátnice). Prosklené výplně dveří mají kované mříže. Parapet okna je obložen keramickými dlaždicemi s ornamentálním vzorem. Schodiště má zachované litinové zábradlí, pod nímž je pásek keramického obkladu. Na podestě druhého nadzemního podlaží jsou dvoje secesní dveře vedoucí do podkroví. Objekt nemá topení, vzorkovna byla pravděpodobně provozována pouze v letních měsících.
Stavba je velmi hodnotným dokladem secese v Karlových Varech a příkladem budovy výjimečného účelu.